# Реплика
Реплика (франц. réplique) је одговор на нешто што је претходно речено или учињено. То је краћи део улоге којим глумац одговара на речи партнера у позоришном комаду или на филму. Проистиче из емоције или мисли лика. По Јежију Плажевском (Jerzy Plazewski), судар спољашњег света и унутрашњег садржаја реплике може да открије цео други план радње, подтекст који није изражен сликом.
Поред вербалне, реплика може да буде и у облику натписа или физичке радње.

## Чувене реплике
- Пре употребе детаљно прочитати упутство! О индикацијама, мерама опреза и нежељеним реакцијама на лек, посаветујте се са лекаром или фармацеутом.

### Маратонци трче почасни круг
- Ала је оправио, свака му част.
- Лаки је мало нервозан.
- Умро си пред сам крај живота.
- Купачице моја!
- Шта ће бити с кућом? Запалићу је!
- Излази из мог гроба!

### Балкански шпијун
- Ђура ће ти опростити што те је тукао.
- Соко зове Орла. Орао пао.
- Када издају жене, што не би и земљу.

### Ко то тамо пева
- И тата би, сине.
- Буши, хахахааааа, буши хаха!
- Не брините. Пушка је закочена!
- Да се ја питам, ја би протерао аутобус овуда.
- Вози, Мишко![3]